# Turbonilla grandis
Turbonilla grandis är en snäckart som beskrevs av Addison Emery Verrill 1885. Turbonilla grandis ingår i släktet Turbonilla och familjen Pyramidellidae. Inga underarter finns listade i Catalogue of Life.